# Bartramiopsis
Bartramiopsis là một chi rêu trong họ Polytrichaceae.